# Thalie Frugès
Thalie Frugès (n. 26 noiembrie 1946, Bad Kreuznach, Renania-Palatinat, Germania – d. 15 ianuarie 1988, Germania) a fost o actriță și dansatoare de dans-clasic franceză de origine germană. Printre cele mai cunoscute filme ale sale se numără Afurisitul de bunic, Aproape câteva zile și Magnificul.

## Biografie
Deși Thalie a început să joace în teatru, a făcut ulterior o carieră onorabilă în cinema, turnând o duzină de filme cu regizori și actori importanți. A fost distribuită în filme de regizori precum Claude Chabrol, Philippe de Broca, Yves Ciampi, Alain Jessua sau Jacques Poitrenaud, jucând alături de Yves Lefebvre, Patrick Dewaere, Jacques Dutronc, Jean-Paul Belmondo, Liselotte Pulver și Philippe Noiret.
A fost, de asemenea, balerină la opera din Bordeaux și model pentru agenția franceză de manechine Catherine Harlé.
Căsătorită cu compozitorul René Koering, este mama actriței și regizoarei franceze Ophélie Koering.

## Filmografie selectivă

### Cinema
- 1968 Clown, regia Richard Balducci : (scurt metraj)
- 1968 Afurisitul de bunic (Ce sacré grand-pèrede), regia Jacques Poitrenaud : Agathe
- 1969 Aproape câteva zile (À quelques jours près), regia Yves Ciampi : Françoise
- 1970 Un couple d'artistes, regia Bruno Gantillon : Mrs. Faroy - (scurt metraj)
- 1972 Le Trèfle à cinq feuilles, regia Edmond Freess : Chloë
- 1972 La Nuit bulgare, regia Michel Mitrani : Odile
- 1973 Magnificul (Le Magnifique), regia Philippe de Broca : gazda lui Carron
- 1982 Paradis pour tous, regia Alain Jessua : Joëlle, asistenta

### Televiziune
- 1967 La Bouquetière des innocents – film TV, regia Lazare Iglesis : Marie Concini
- 1976 Nouvelles de Henry James – film serial TV, regia Claude Chabrol : Nan
- 1974 Premier anniversaire – film TV, regia Alain Quercy : Eva